# Todesfall Mouhcine Fikri

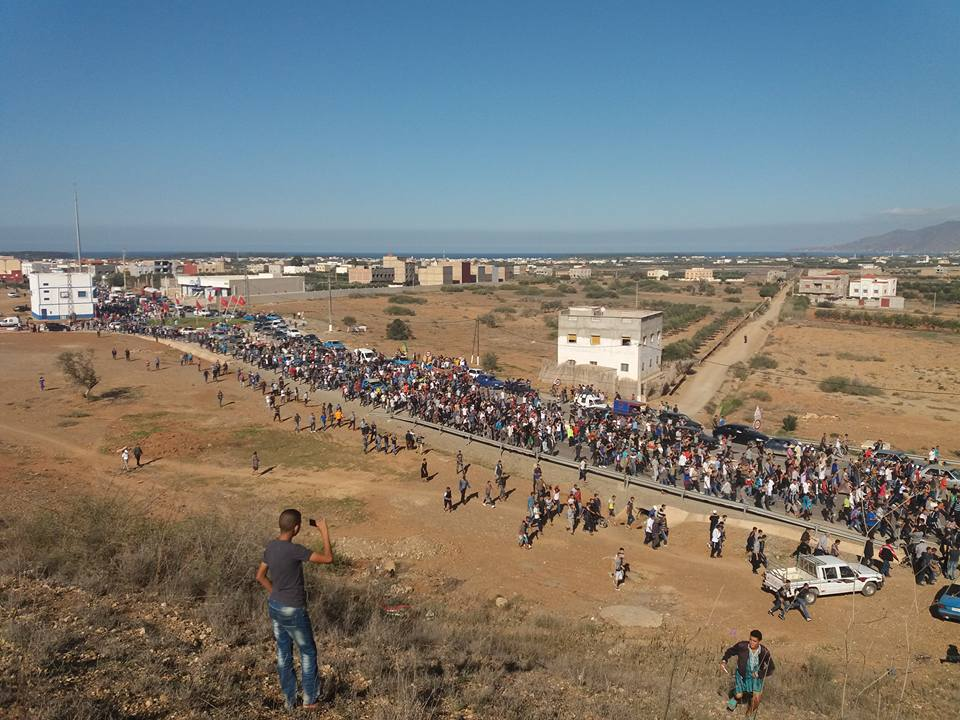
Beerdigung Fikris in Imzouren

Der Todesfall Mouhcine Fikri ist ein Kriminalfall, der sich im Oktober 2016 in Al Hoceïma ereignete. Der marokkanische Fischhändler kam in der Anwesenheit von lokalen Regierungsbeamten in der Presse eines Mülllasters zu Tode. Dadurch kam es zu landesweiten Protesten in Marokko.

## Hergang
Der Fischhändler Mouhcine Fikri (arabisch محسن فكري, DMG Muḥsin Fikrī; * September 1985 in Imzouren; † 28. Oktober 2016 in Al Hoceïma) wurde im Hafen von Al Hoceima mit 500 kg Schwertfisch kontrolliert, der zu diesem Zeitpunkt Schonzeit hatte. Bei der Kontrolle durch die Fischereibehörde wurde der Fisch beschlagnahmt, zur Vernichtung in einen Mülllaster geworfen und der Fahrer angewiesen, die Presse zu betätigen. Fikri kletterte zusammen mit anderen Händlern hinterher, um den Fisch (Marktwert etwa 10.000 Euro) zu retten. Als die Presse eingeschaltet wurde, konnten die drei Anderen den Container verlassen, während Fikri durch die Presse getötet wurde. Es gibt unterschiedliche Spekulationen über den genauen Hergang.

## Juristische Folgen
Ende April 2017 wurde von einem Berufungsgericht das Urteil über die Beteiligten in diesem Fall gesprochen. Dabei wurde der Leiter der Fischereibehörde zu 8 Monaten Haft verurteilt. Allerdings wurde das Urteil nicht wegen des Todes Fikris ausgesprochen, sondern wegen der Fälschung von Unterlagen in diesem Fall. Der Müllwagenfahrer wurde wegen der fahrlässigen Betätigung der Presse und die Mitarbeiter der Hafenbehörde wurden wegen Totschlags zu 5 Monaten Haft und einer Geldstrafe von 500 MAD verurteilt. Der Kontrolleur und die Hafenmitarbeiter wurden zusätzlich zu einer Entschädigungszahlung von 33.000 MAD verurteilt.

## Proteste
Es kam der Verdacht auf, dass der Fisch vernichtet wurde, weil Fikri sich geweigert hatte, Bestechungsgeld zu zahlen. Daraufhin brach eine Protestwelle aus und es wurden Analogien zu dem Fall Mohamed Bouazizi gezogen. Die resultierende Protestbewegung Hirak Rif unter Nasser Zefzafi rief zu Demonstrationen auf, denen Zehntausende folgten; dies führte zu den größten landesweiten Protesten in Marokko seit dem Arabischen Frühling. Die Proteste dauern seitdem an. Jüngst kam es im April 2019 zu Protesten Tausender der Hirak-Bewegung in Rabat, und weitere Proteste wurden angekündigt.